# Dorictíneos
Dorictíneos (Doryctinae) é a segunda subfamília mais diversa dentro da família de pequenas vespas parasitóides Braconidae. Apresenta mais de 200 gêneros na Região Neotropical, dentre os quais são registrados no Brasil cerca de 215 espécies, pertencentes a 73 gêneros. Em consequência do grande número de espécies, Doryctinae exibe uma grande diversidade de hábitos de vida, sendo parasitoides de larvas de muitos grupos de besouros (Coleoptera, da famílias Bruchidae, Bostrichidae, Buprestidae, Cerambycidae, Curculionidae, Proterrhinidae), mas também de Lepidoptera (famílias Brachodidae, Crambidae, Erebidae, Gelechiidae, Phycitidae, Pyralidae e Pyraustidae) e, mais raramente, de vespas da madeira (Symphyta, família Xiphydriidae) e Embioptera. O hábitos de se alimentar de tecidos vegetais também é registrado nesta subfamília, ilustrando uma grande plasticidade de formas de exploração de ecossistemas.